# Brachythemis fuscopalliata
Brachythemis fuscopalliata é uma espécie de libelinha da família Libellulidae.
Pode ser encontrada nos seguintes países: Irão, Iraque, Israel, Síria e Turquia.
Os seus habitats naturais são: rios, pântanos, lagos de água doce, marismas de água doce, áreas de armazenamento de água, lagoas, escavações a céu aberto, terras irrigadas, canais e valas.
Está ameaçada por perda de habitat.